# Натриев хлорат
Натриевият хлорат е неорганично съединение с химична формула NaClO3. Представлява бял до бледожълт кристален прах, хигроскопичен и лесно разтворим във вода. Нагрят над 300 °С се разпада на кислород и натриев хлорид. Натриевият хлорат се ползва в производство на багрила, дефолианти, експлозиви, кибрити, козметика, фармацевтични продукти, хербициди, както и при избелването на хартия и кожи. Годишно се произвеждат няколко милиона тона.

## Характеристики
Натриевият хлорат е без мирис. Разтворим е в глицерол, метанол, хидразин. Слаборазтворим е в амоняк и етанол, трудно разтворим в ацетон. В кисел разтвор натриевият хлорат проявява силно окислително действие.
При 15 °С е с плътност 2,49 g/cm³, а при 20,2 °С плътността му е 2,54 g/cm³. Водният му разтвор е безцветен. Точката на кипене е 300 °С, при която се разлага на кислород и натриев хлорид. Точката на топене е 248 – 261 °С.
Натриевия хлорат е нестабилен. При смесване със сяра, фосфор и органични вещества, проявява склонност към абсорбиране на влага и агломерация. При допир до амониеви соли, дърво, органична материя, сяра, сярна киселина, различни химикали и други метали може да причини експлозия или пожар.
Натриевият хлорат не гори.